# جون ميلز (لاعب كريكت بريطاني)
جون ميلز (28 يناير 1855 - 27 يونيو 1932)  (بالإنجليزية: John Mills)‏ هو لاعب كريكت بريطاني.